# Kevin Tumba
Kevin Tumba, (nacido el 23 de febrero de 1991 en Lubumbashi, República Democrática del Congo) es un jugador de baloncesto belga. Con 2.06 metros de estatura, juega en la posición de pívot. Pertenece a la plantilla del Antwerp Giants de la BNXT League. Es internacional absoluto con Bélgica.

## Trayectoria
Hizo su debut en 2011 en el Belfius Mons-Hinault, donde permaneció hasta 2013 y conquistó la Supercopa belga. En 2013 fichó por el Stella Artois Leuven Bears donde ha permanecido hasta 2015, a pesar de que renovó su contrato por dos años más en mayo de 2014. En 2015 fichó por uno de los clubes más importantes belgas, el Proximus Spirou Charleroi, donde jugaría la Eurocup.
Realizó una gran temporada 2015-16 en el Charleroi belga, donde fue el máximo reboteador y taponador de la Eurocup, promediando 8.6 puntos, 9.9 rebotes, 2.6 tapones y 18 de valoración.
En enero de 2017, firma por el UCAM Murcia para cubrir la marcha de Vítor Faverani. Sus números en la primera vuelta eran de 5.7 puntos, 5.8 rebotes, 1.3 tapones y 10.5 de valoración en la Basketball Champions League y 4.5 puntos y 6 rebotes en la liga belga.
Durante la temporada 2019-20, aportaría las cifras de 2.2 puntos y 3.3 rebotes por partido en la liga Endesa.
En agosto de 2020, tras tres temporadas en el UCAM Murcia, el pívot belga firma por el Kolossos Rodou BC de la A1 Ethniki.
El 14 de diciembre de 2021, firma por el Fos Provence Basket de la LNB Pro A.
El 19 de abril de 2022, regresa a Grecia para finalizar la temporada en el Ionikos Nikaias de la A1 Ethniki, con el que disputa 4 partidos.
En la temporada 2022-23, firma por el Brussels Basketball de la BNXT League.
El 7 de junio de 2024 firmó con el Antwerp Giants, también de la BNXT League.

## Selección nacional
Participó en el Eurobasket 2015, donde Bélgica estuvo encuadrada en el Grupo D, junto a Estonia, Lituania, Ucrania, República Checa y Letonia y se clasificó en cuarta posición de dicho grupo, siendo eliminada en octavos de final por Grecia.
En septiembre de 2022 disputó con el combinado absoluto belga el EuroBasket 2022, finalizando en decimocuarta posición.